# Universitatea Mihai Eminescu
Universitatea Mihai Eminescu este o universitate particulară din Timișoara. Aceasta a fost înființată în anul 1992, în anul 1995 a primit autorizația de funcționare provizorie și a fost acreditată prin decret în 2005. Universitatea a primit calificativul Lipsă de încredere în 2013 de la ARACIS. De asemenea, ARACIS a propus Ministerului Educației Naționale intrarea în lichidare a universității; MEN a emis un ordin de monitorizare valabil până la data de 31 martie 2014.

## Facultăți
1. Facultatea de Management Turistic, Hotelier și Comercial
2. Facultatea de Psihologie și Asistență Socială